# 大山神社 (西ノ島町)
大山神社（おおやまじんじゃ）は、島根県隠岐郡西ノ島町に鎮座する神社である。式内社で島前西ノ島の最高峰である焼火山の北麓、大津集落の東に鎮座する旧村社。焼火山の中腹に鎮座する航海安全の守護神として広く信仰を集めた焼火神社とは密接な関係を持っていた。

## 祭神
- 大山祇命（おおやまつみのみこと）

特に異説を見ないが、本来は「大山（おおやま）」と称されていた焼火山を神体とし（神体山）、山自体を祀るものであったとされている。

## 由緒
創祀の年代は不明、上述したように元来は神体山としての大山（焼火山）を祀る神社として創祀されたと見られている。なお、鎮座地の西方200mには古墳時代中・後期の祭祀遺跡と見られる兵庫遺跡（へいごいせき）があり、農耕に係わる水または泉の祭祀が行われていたと推測されているが、当神社との関係は不明である。
早くから中央にも知られて『延喜式神名帳』に隠岐国知夫郡の小社として記載、また神階の授与は知られていないが、『隠州神名帳』には「従三位上（ママ） 大山明神」と記載されている。山陰地方における日本海水運が本格的な展開を見せる平安時代後期（11 - 12世紀頃）に、焼火山の神が航海安全の神として崇敬を集めるようになり、また山岳修験の霊地として修験者による雲上寺（焼火神社の旧称）が開創されると、その別当が神社の祢宜職を務めるようになった。
中世には、隠岐国の安定した支配を目指す守護の佐々木氏が当神社の掌握に努めたようで、建治2年9月5日（1276年10月13日）、隠岐国守護・佐々木泰清は、当時の禰宜で荘官との対立から立場的に危機にあった僧・慈蓮に下文を発し、祢宜職を安堵して郎党に組み込んだ。

さらに翌、建治3年4月（1277年5月頃）、泰清は八男・高岡宗泰を隠岐国守護代として派遣し、僧・慈蓮は「八郎殿御殿人」であるとして、隠岐国美多荘の荘官の進止下にはないことを証する袖判を附した下文を発給した。
さらに、正中3年（1326年）には同じく守護職で泰清の孫にあたる宗清と推定される人物が、僧蓮浄を「建治の下知に任せ」て祢宜職として社務以下を務めるよう補任している。一方で、神社側（祢宜職側）も鎮座地を中心とする現在の美田一帯が荘園に編成されて美多庄（美多院とも呼ばれる）となって以来、守護権力と直接結びつくことによってその支配体制から逃れるように企図し、ここに両者の緊密な関係が生じたとされている。しかし、この関係も南北朝時代頃には大きな転換を迎え、建武元年（1334年）に美多庄の代官である西領と公文の道賢が、領主の命を受けて庄内の一部を「大山宮祢宜分こうし（麹）料畠」として割くなど、美多庄の支配下に組み込まれつつある状況が現れ、応安2年（1369年）には上掲蓮浄の没後空席となった祢宜職が公文道賢に与えられているので、ここにおいて美多庄に完全に組み込まれたものと推定され、これ以降は当神社に関する文書が見えなくなり、それ以前の関係文書が道賢の後裔と思われる笠置氏に伝えられている（現笠置家文書）のも、そのことを示すものであると考えられる。
その後の沿革は詳らかにしないが、近世には「焼火山大権現」と呼ばれた雲上寺に包摂された如くで、笠置氏による神主職は置かれたものの雲上寺が別当として管掌し、10石あったといわれる社領も実は雲上寺の知行であり、遂には「大山の神」とは焼火権現（雲上寺）であるとの認識を生じるに至った。
明治初年の神仏分離で焼火権現と離れるとともに、『延喜式』により「大山神社」を正式な社名とし、明治5年（1872年）に村社に列した。

## 祭祀

### 神事
天保4年（1833年）の『隠州風土記』には、祭礼日を2月13日と6月14日としているが、太陽暦施行後は現行の7月13日を例祭日としている。

### 祀職
中世以降、雲上寺の別当職が祢宜職を兼ねたが、後期には美多庄の公文職を請け負ったと見られる笠置家が祢宜職を襲うようになったと考えられ、雲上寺が広く崇敬を集めるようになった近世には、同寺が別当として管掌、大庄屋を勤める笠置家は「神主」を号するものの実態は檀那的な関与にとどまったものと思われる。明治の神仏分離政策が行われると、明治5年に雲上寺別当が還俗し、松浦姓を称して神主（現在の宮司）となり、以後松浦氏が宮司職を世襲している。

## 社殿
本殿は方1間、正面に唐破風の向拝を付した春日造変態（春日造に似るが、向拝が唐破風でその幅も身舎屋根の幅より狭くなっている）、棟に千木・鰹木を置く。明治22年の造替。向拝の下から梁間1間桁行3間の通殿が伸びて桁行5間梁間4間の入母屋造平入の拝殿に続き、拝殿正面には1間の向拝を付ける。いずれも屋根は銅板葺。
拝殿前から石段を下ったところにある鳥居は元禄12年（1699年）の御影石製。石造鳥居では隠岐島で2番目に古いもの。
他に神饌所や神輿を納める神輿庫がある。

## その他
- 笠置家文書 - 天文から寛文にかけての鎌倉・南北朝・室町前期を中心とする古文書群。当神社や大山神社に関係するものが含まれている。昭和50年（1975年）8月12日に島根県の文化財（古文書）に指定（一部は平成12年（2000年）3月28日に追加）。